# Seifenbarsche
Die Seifenbarsche (Grammistidae) sind eine Familie aus der Ordnung der Barschartigen (Perciformes), die im tropischen und subtropischen Regionen des Indopazifik und des westlichen Atlantiks vorkommt. Die Tiere leben tagsüber versteckt in Höhlen und unter Überhängen. Sie sind Raubfische und ernähren sich von Krebsen und anderen Wirbellosen und kleineren Fischen.

## Merkmale
Seifenbarsche werden maximal 35 Zentimeter lang, viele Arten bleiben aber kleiner. Ihr Maul ist oberständig, der hartstrahlige Teil der Rückenflosse ist klein. Rücken-, After- und Schwanzflosse sind abgerundet.
Alle Seifenbarsche können einen giftigen, bitter schmeckenden Hautschleim produzieren, dem sie auch ihren deutschen Namen verdanken, da er bei Abgabe seifenartig schäumt. Diese Hautgifte (Grammistine) werden bei Stresssituationen in größeren Mengen abgegeben, sollen Fressfeinde abschrecken und schützen eventuell auch vor Hautparasiten. In Schauaquarien kann ein Seifenbarsch bei Abgabe seines Schleims den gesamten übrigen Fischbestand töten.

## Fortpflanzung
Über die Fortpflanzung ist bisher wenig bekannt. Die Fische sollen in der Abenddämmerung laichen. Ein revierbesitzendes Männchen umwirbt Weibchen, die in sein Territorium kommen, indem es sie tänzelnd umschwimmt. Der Laichvorgang findet im Freiwasser statt. Die Eier fast aller Arten und die Larven sind pelagisch. Lediglich die Gattung Pseudogramma soll ihre Eier auf den Boden ablegen. Die Larven der Seifenbarsche ähneln schon den Adulttieren und unterscheiden sich von ihnen nur durch ein oder zwei lang ausgezogene Flossenstrahlen in der Rückenflosse.

## Systematik
Die Seifenbarsche wurden als Familie Grammisteoidei im Jahr 1857 durch den niederländischen Ichthyologen Pieter Bleeker erstmals wissenschaftlich beschrieben. Später wurden sie im Rang einer Tribus (Grammistini) bzw. Unterfamilie (Grammistinae) den Sägebarschen (Serranidae) und zeitweise auch den Zackenbarschen (Epinephelidae) zugeordnet. In Fishbase und in Eschmeyer's Catalog of Fishes Classification, zwei Onlinedatenbank zur Fischsystematik, werden sie seit 2022/23 als eigenständige Familie geführt.

## Gattungen und Arten
Die Familie der Seifenbarsche besteht aus sechs Gattungen und 18 Arten.
- Aporops Schultz, 1943
  - Aporops bilinearis Schultz, 1943
- Grammistes Bloch & Schneider, 1801

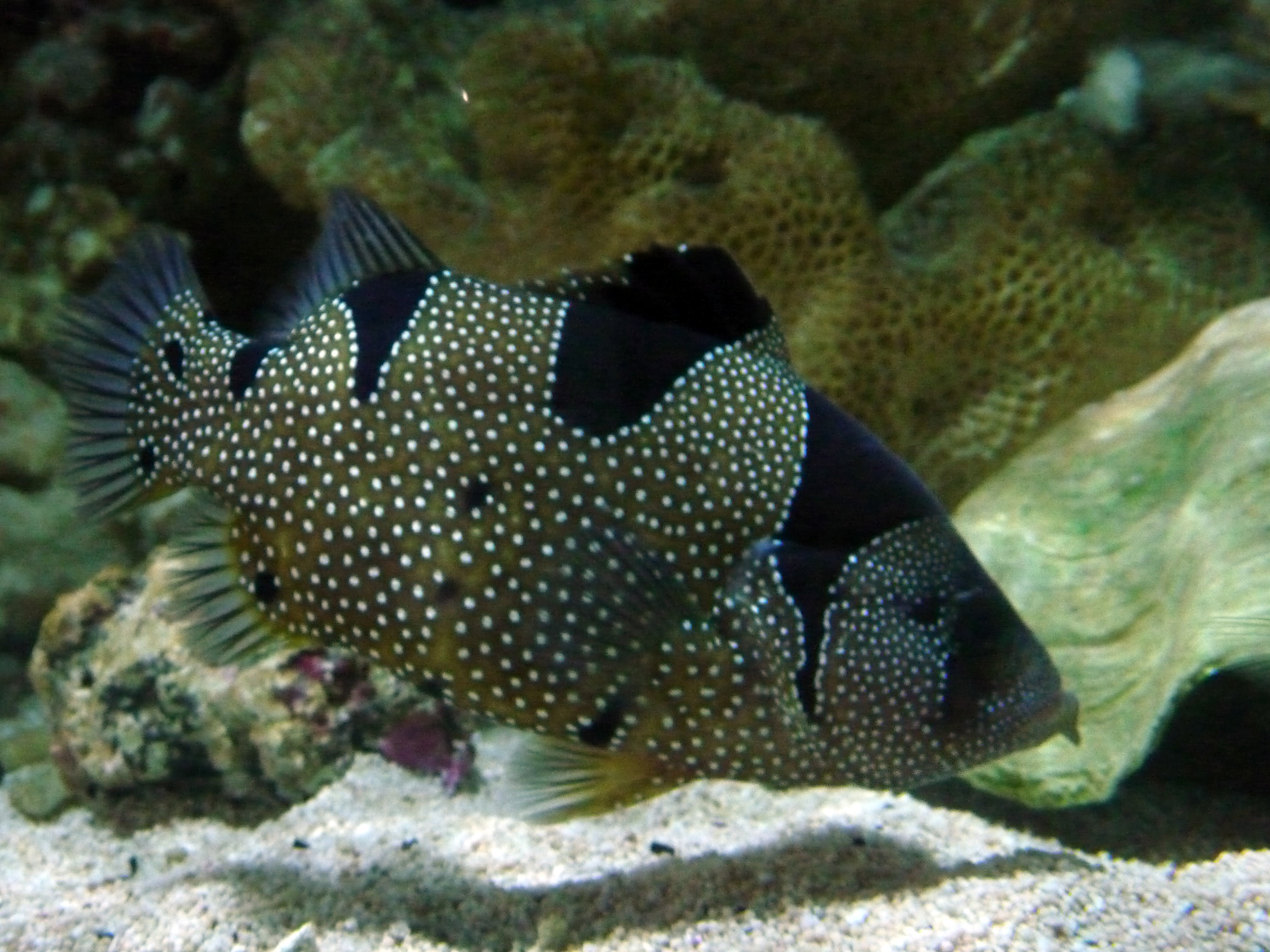
Schneeflocken-Seifenbarsch (Pogonoperca punctata)

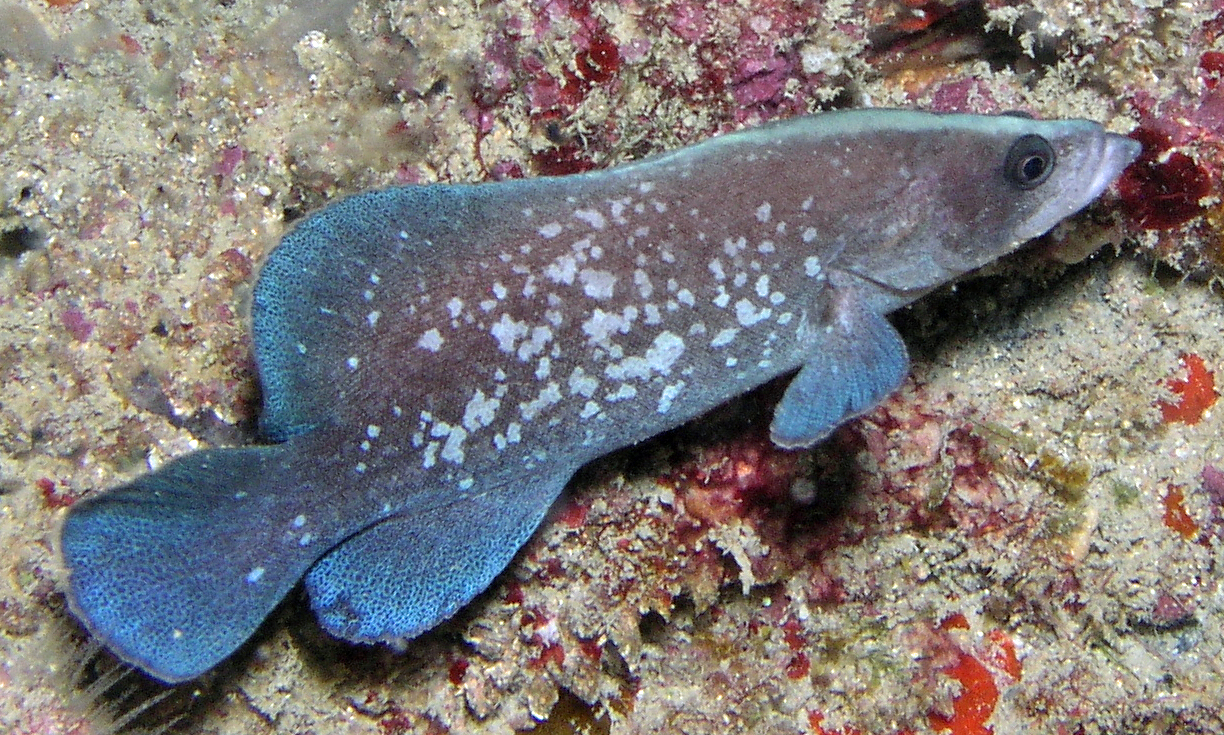
Rypticus bistrispinus

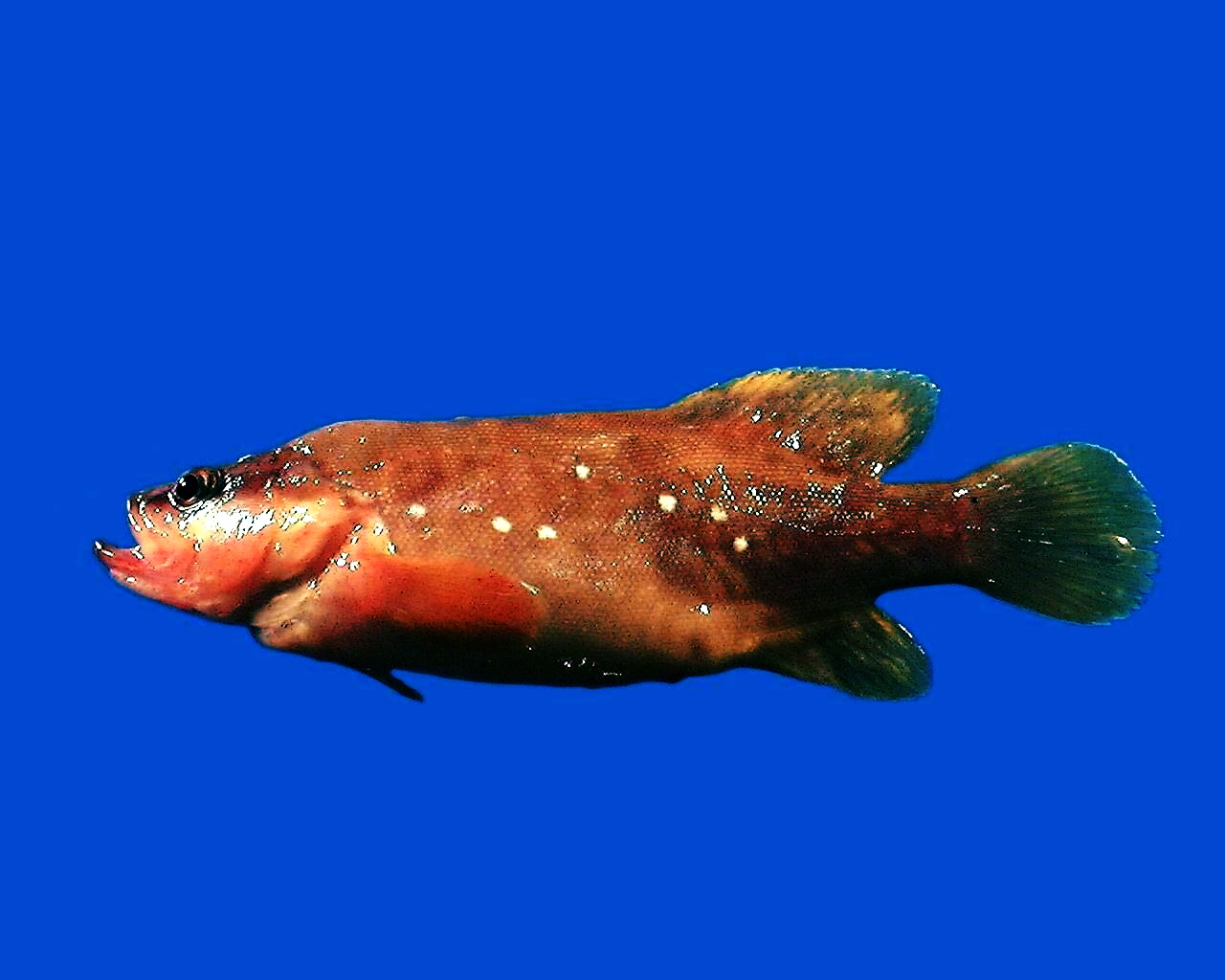
Rypticus maculatus

  - Sechsstreifen-Seifenbarsch (Grammistes sexlineatus (Thunberg, 1792))
- Grammistops Schultz in Schultz et al., 1953
  - Grammistops ocellatus Schultz in Schultz et al., 1953
- Pogonoperca Günther, 1859
  - Pogonoperca ocellata Günther, 1859
  - Schneeflocken-Seifenbarsch (Pogonoperca punctata (Valenciennes in Cuvier & Valenciennes, 1830))
- Rypticus Cuvier, 1829
  - Rypticus bicolor Valenciennes, 1846
  - Rypticus bistrispinus (Mitchill, 1818)
  - Rypticus bornoi Beebe & Tee-Van, 1928
  - Rypticus carpenteri Baldwin & Weigt, 2012
  - Rypticus courtenayi McCarthy, 1979
  - Rypticus maculatus Holbrook, 1855
  - Rypticus nigripinnis Gill, 1861
  - Rypticus randalli Courtenay, 1967
  - Dreistacheliger Seifenfisch (Rypticus saponaceus (Bloch & Schneider, 1801))
  - Rypticus subbifrenatus Gill, 1861
- Suttonia Smith, 1953
  - Suttonia coccinea Endo & Kenmotsu, 2013
  - Suttonia lineata Gosline, 1960
  - Suttonia suttoni Smith, 1953